# سباق الزمن لنخبة الرجال - بطولة أوروبا للدراجات 2017
سباق الزمن لنخبة الرجال - بطولة أوروبا للدراجات 2017 (بالإنجليزية: 2017 European Road Championships – Men's elite time trial)‏ هو سباق دراجات هوائية، وهو الموسم رقم 2 من السباق، وأقيم في 3 أغسطس 2017، وامتدّ لمسافة 46 كيلومتر، وهو أحد سباقات بطولة أوروبا للدراجات 2017، وهو من نوع سباق الزمن، وهو من نوع سباق الدراجات، وقد شارك في السباق 33 متسابقاً ووصل إلى نهايته 33 متسابقاً.
فاز فيه بالمركز الأول فكتور كامبنارتس، وبالمركز الثاني ماسيج بودنار، وبالمركز الثالث ريان مولين.

## التصنيف العام النهائي
| \| التصنيف العام \| التصنيف العام \| التصنيف العام \| التصنيف العام \| التصنيف العام \| \| العداء \| العداء \| الفريق \| الوقت \| \| \| ------------- \| ------------------------- \| ---------------------------------------------------- \| ------------- \| ------------- \| \| 1 \| فكتور كامبنارتس \| فريق بلجيكا لركوب الدراجات للرجال 2017 [لغات أخرى]‏ \| 53 د 12 ث \| \| \| 2 \| ماسيج بودنار \| فريق بولندا لركوب الدراجات 2017 [لغات أخرى]‏ \| + 2 ث \| \| \| 3 \| ريان مولين \| فريق جمهورية أيرلندا لركوب الدراجات للرجال 2017‏ \| + 4 ث \| \| \| 4 \| ماتياس براندل \| فريق النمسا لركوب الدراجات للرجال 2017‏ \| + 9 ث \| \| \| 5 \| جوس فان امدن \| فريق هولندا لركوب الدراجات للرجال 2017 [لغات أخرى]‏ \| + 21 ث \| \| \| 6 \| مارتن توفت مادسن \| فريق الدنمارك لركوب الدراجات للرجال 2017 [لغات أخرى]‏ \| + 44 ث \| \| \| 7 \| إيدفالد بواسون هاغن \| فريق النرويج لركوب الدراجات للرجال 2017 [لغات أخرى]‏ \| + 1 د 22 ث \| \| \| 8 \| Marco Mathis [الإنجليزية]‏ \| فريق ألمانيا لركوب الدراجات للرجال 2017‏ \| + 1 د 29 ث \| \| \| 9 \| فيليبو غانا \| فريق إيطاليا لركوب الدراجات للرجال 2017 [الإنجليزية]‏ \| + 1 د 37 ث \| \| \| 10 \| جان بارتا \| فريق التشيك لركوب الدراجات للرجال 2017‏ \| + 1 د 54 ث \| \| |                     |                                                 |            |  |
| |                     |                                                 |            |  |
| مصدر: ProCyclingStats |                     |                                                 |            |  |
| التصنيف العام |                     |                                                 |            |  |
| العداء | العداء              | الفريق                                          | الوقت      |  |
| 1 | فكتور كامبنارتس     | فريق بلجيكا لركوب الدراجات للرجال 2017 ‏         | 53 د 12 ث  |  |
| 2 | ماسيج بودنار        | فريق بولندا لركوب الدراجات 2017 ‏                | + 2 ث      |  |
| 3 | ريان مولين          | فريق جمهورية أيرلندا لركوب الدراجات للرجال 2017‏ | + 4 ث      |  |
| 4 | ماتياس براندل       | فريق النمسا لركوب الدراجات للرجال 2017‏          | + 9 ث      |  |
| 5 | جوس فان امدن        | فريق هولندا لركوب الدراجات للرجال 2017 ‏         | + 21 ث     |  |
| 6 | مارتن توفت مادسن    | فريق الدنمارك لركوب الدراجات للرجال 2017 ‏       | + 44 ث     |  |
| 7 | إيدفالد بواسون هاغن | فريق النرويج لركوب الدراجات للرجال 2017 ‏        | + 1 د 22 ث |  |
| 8 | Marco Mathis ‏       | فريق ألمانيا لركوب الدراجات للرجال 2017‏         | + 1 د 29 ث |  |
| 9 | فيليبو غانا         | فريق إيطاليا لركوب الدراجات للرجال 2017 ‏        | + 1 د 37 ث |  |
| 10 | جان بارتا           | فريق التشيك لركوب الدراجات للرجال 2017‏          | + 1 د 54 ث |  |

## وصلات خارجية
- الموقع الرسمي
- لمحة عن سباق سباق الزمن لنخبة الرجال - بطولة أوروبا للدراجات 2017 على موقع  ProCyclingStats   (برو  سايكلنج  ستاتس) - إحصاءات  محترفي  الدراجات.
- سباق الزمن لنخبة الرجال - بطولة أوروبا للدراجات 2017 على موقع إحصائيات الدراجات الإحترافية (الإنجليزية)